# Ciclismo en los Juegos Olímpicos de Sídney 2000
El ciclismo en los Juegos Olímpicos de Sídney 2000 se realizó en tres instalaciones de la ciudad de Sídney, entre el 16 y el 30 de septiembre de 2000.
En total se disputaron en este deporte 18 pruebas diferentes (11 en la categoría masculina y 7 en la femenina), repartidas en tres disciplinas ciclistas: 4 pruebas de ruta, 12 de pista y 2 de montaña. El programa se vio incrementado considerablente en relación con la edición pasada, en la modalidad de pista fueron agregadas cuatro pruebas nuevas: para los hombres, velocidad por equipos, keirin, madison y para las mujeres los 500 m contrarreloj.
Juan Llaneras, oro en puntuación, y Margarita Fullana, bronce en campo a través, lograron las dos únicas medallas de España en ciclismo. Además de las medallas, se obtuvo diploma olímpico en campo a través masculino (José Antonio Hermida, cuarto), en ruta contrarreloj masculina (Abraham Olano, cuarto, y Santos González, octavo), en ruta contrarreloj femenina (Joane Somarriba, quinta), en velocidad masculina (José Antonio Villanueva, sexto), en keirin (David Cabrero, séptimo) y en puntuación femenina (Teodora Ruano, séptima).
El uruguayo Milton Wynants logró la medalla de plata en la prueba de puntuación, la cual era la primera medalla para Uruguay en los Juegos desde hacía 36 años. También obtuvieron diploma olímpico los argentinos Gabriel Ovidio y Juan Esteban Curuchet (séptimo en madison), la mexicana Belem Guerrero Méndez (quinta en puntuación femenina) y la venezolana Daniela Larreal (octava en velocidad femenina).
Dos plusmarcas del mundo se batieron durante estos Juegos, la de persecución individual femenina, por parte de la ciclista neerlandesa Leontien Zijlaard-van Moorsel en la semifinales, y la de persecución por equipos, por parte del equipo alemán en la final, que consiguió rebajar la marca de 4 minutos por primera vez en la historia. Además, también se establecieron plusmarcas olímpicas en las pruebas de persecución individual (Robert Bartko), kilómetro contrarreloj (Jason Queally) y 500 m contrarreloj (Félicia Ballanger).

## Sedes
- Ciclismo en ruta – Circuito para las pruebas de ruta y contrarreloj en el Parque Centennial y alrededores
- Ciclismo en pista – Velódromo Dunc Gray
- Ciclismo de montaña – Fairfield City Farm (Abbotsbury)

## Medallistas

### Ciclismo en ruta

#### Masculino
| Evento                          | Oro                                | Plata                                     | Bronce                              |
| ------------------------------- | ---------------------------------- | ----------------------------------------- | ----------------------------------- |
| Ruta (27 de septiembre)         | Jan Ullrich · Alemania · 5:29:08   | Alexandr Vinokurov · Kazajistán · 5:29:17 | Andreas Klöden · Alemania · 5:29:20 |
| Contrarreloj (30 de septiembre) | Viacheslav Yekimov · Rusia · 57:40 | Jan Ullrich · Alemania · 57:48            | —                                   |

#### Femenino
| Evento                          | Oro                                                    | Plata                                  | Bronce                                   |
| ------------------------------- | ------------------------------------------------------ | -------------------------------------- | ---------------------------------------- |
| Ruta (26 de septiembre)         | Leontien Zijlaard-van Moorsel · Países Bajos · 3:06:31 | Hanka Kupfernagel · Alemania · 3:06:31 | Diana Žiliūtė · Lituania · 3:06:31       |
| Contrarreloj (30 de septiembre) | Leontien Zijlaard-van Moorsel · Países Bajos · 42:00   | Mari Holden · Estados Unidos · 42:37   | Jeannie Longo-Ciprelli · Francia · 42:52 |

### Ciclismo en pista

#### Masculino
| Evento                                     | Oro                                                                                               | Plata                                                                                           | Bronce |
| ------------------------------------------ | ------------------------------------------------------------------------------------------------- | ----------------------------------------------------------------------------------------------- | --- |
| Velocidad individual (20 de septiembre)    | Marty Nothstein · Estados Unidos                                                                  | Florian Rousseau · Francia                                                                      | Jens Fiedler · Alemania                                                                                              |
| Velocidad por equipos (17 de septiembre)   | Laurent Gané · Florian Rousseau · Arnaud Tournant · Francia · 44,233                              | Chris Hoy · Craig MacLean · Jason Queally · Reino Unido · 44,680                                | Sean Eadie · Darryn Hill · Gary Neiwand · Australia · 45,161                                                         |
| Persecución individual (17 de septiembre)  | Robert Bartko · Alemania · 4:18,515 RO                                                            | Jens Lehmann · Alemania · 4:23,824                                                              | Bradley McGee · Australia · 4:19,250                                                                                 |
| Persecución por equipos (19 de septiembre) | Guido Fulst · Robert Bartko · Daniel Becke · Jens Lehmann · Olaf Pollack · Alemania · 3:59,710 RM | Olexandr Fedenko · Olexandr Symonenko · Serhi Matveyev · Serhi Cherniavsky · Ucrania · 4:04,520 | Bryan Steel · Paul Manning · Bradley Wiggins · Chris Newton · Jonathan Clay · Robert Hayles · Reino Unido · 4:01,979 |
| 1 km contrarreloj (16 de septiembre)       | Jason Queally · Reino Unido · 1:01,609 RO                                                         | Stefan Nimke · Alemania · 1:02,487                                                              | Shane Kelly · Australia · 1:02,818                                                                                   |
| Carrera por puntos (20 de septiembre)      | Joan Llaneras · España · 14 pts.                                                                  | Milton Wynants · Uruguay · 18 (-1) pts.                                                         | Alexei Markov · Rusia · 16 (-1) pts.                                                                                 |
| Keirin (21 de septiembre)                  | Florian Rousseau · Francia                                                                        | Gary Neiwand · Australia                                                                        | Jens Fiedler · Alemania                                                                                              |
| Madison (21 de septiembre)                 | Scott McGrory · Brett Aitken · Australia · 26 pts.                                                | Etienne De Wilde · Matthew Gilmore · Bélgica · 22 pts.                                          | Marco Villa · Silvio Martinello · Italia · 15 pts.                                                                   |

#### Femenino
| Evento                                    | Oro                                                     | Plata                                                  | Bronce                                          |
| ----------------------------------------- | ------------------------------------------------------- | ------------------------------------------------------ | ----------------------------------------------- |
| Velocidad individual (20 de septiembre)   | Félicia Ballanger · Francia                             | Oxana Grishina · Rusia                                 | Iryna Yanovych · Ucrania                        |
| Persecución individual (18 de septiembre) | Leontien Zijlaard-van Moorsel · Países Bajos · 3:33,360 | Marion Clignet · Francia · 3:38,751                    | Yvonne McGregor · Reino Unido · 3:38,850        |
| 500 m contrarreloj (16 de septiembre)     | Félicia Ballanger · Francia · 34,140 RO                 | Michelle Ferris · Australia · 34,696                   | Jiang Cuihua · República Popular China · 34,768 |
| Carrera por puntos (21 de septiembre)     | Antonella Bellutti · Italia · 19 pts.                   | Leontien Zijlaard-van Moorsel · Países Bajos · 16 pts. | Olga Sliusareva · Rusia · 15 pts.               |

### Ciclismo de montaña
| Evento                                      | Oro                                    | Plata                                   | Bronce                                  |
| ------------------------------------------- | -------------------------------------- | --------------------------------------- | --------------------------------------- |
| Campo a través masculino (24 de septiembre) | Miguel Martinez · Francia · 2:09:02,50 | Filip Meirhaeghe · Bélgica · 2:10:05,51 | Christoph Sauser · Suiza · 2:11:21,00   |
| Campo a través femenino (23 de septiembre)  | Paola Pezzo · Italia · 1:49:24,38      | Barbara Blatter · Suiza · 1:49:51,42    | Margarita Fullana · España · 1:49:57,39 |

## Medallero
| Núm. | País                    | Oro | Plata | Bronce | Total |
| ---- | ----------------------- | --- | ----- | ------ | ----- |
| 1    | Francia                 | 5   | 2     | 1      | 8     |
| 2    | Alemania                | 3   | 4     | 3      | 10    |
| 3    | Países Bajos            | 3   | 1     | 0      | 4     |
| 4    | Italia                  | 2   | 0     | 1      | 3     |
| 5    | Australia               | 1   | 2     | 3      | 6     |
| 6    | Reino Unido             | 1   | 1     | 2      | 4     |
| 6    | Rusia                   | 1   | 1     | 2      | 4     |
| 8    | Estados Unidos          | 1   | 1     | 0      | 2     |
| 9    | España                  | 1   | 0     | 1      | 2     |
| 10   | Bélgica                 | 0   | 2     | 0      | 2     |
| 11   | Suiza                   | 0   | 1     | 1      | 2     |
| 11   | Ucrania                 | 0   | 1     | 1      | 2     |
| 13   | Kazajistán              | 0   | 1     | 0      | 1     |
| 13   | Uruguay                 | 0   | 1     | 0      | 1     |
| 15   | República Popular China | 0   | 0     | 1      | 1     |
| 15   | Lituania                | 0   | 0     | 1      | 1     |
|      | TOTAL                   | 18  | 18    | 17     | 53    |